# Krzysztof Fonfara
Krzysztof Fonfara – polski ekonomista, profesor nauk ekonomicznych, pracownik naukowy Katedry Marketingu Międzynarodowego Wydziału Gospodarki Międzynarodowej Uniwersytetu Ekonomicznego w Poznaniu.

## Życiorys
W 1999 r. uzyskał tytuł profesora nauk ekonomicznych. Pracował na stanowisku profesora zwyczajnego i kierownika w Katedrze Marketingu Międzynarodowego na Wydziale Gospodarki Międzynarodowej Uniwersytetu Ekonomicznego w Poznaniu.